# Pierre Chérèze
Pierre Chérèze, né le 21 mai 1950, est un guitariste français, auteur-compositeur-interprète. Autodidacte, il adapte son jeu parfois incisif dans de nombreux styles : country, blues, rock, folk, jazz... Il accompagne beaucoup d'artistes français

## Carrière
À partir de 1970, il accompagne, plusieurs auteurs-compositeurs-interprètes comme : Vincent Absil, Buzy, Louis Chedid, Christian Delagrange, Diane Dufresne, Brigitte Fontaine, Pierre Groscolas, Nina Hagen, Jacques Higelin, Khaled, Robert Lauri, Bernard Lavilliers, Éric Vincent, Gérard Manset, Catherine Ribeiro, Catherine Ringer, Jean Sommer, Vic Laurens (Les Vautours), Jean Veidly (Les Pirates), Vincent Leyderwein, Larry Gréco, sans oublier Renaud.
Depuis 2001, il joue dans le groupe Youpi Whaou, avec un répertoire country rock et honky tonk bluesy.

## Discographie solo

### Albums
- 1980 : Écorché vif (CBS 84339)
- 1981 : On dit qu'une pensée est profonde parce qu'on n'arrive pas à tomber dans le ciel (CBS 85325)
- 1984 : De l'autre côté du mensonge (CBS 25795)
- 2009 : Ultime décision (album 5 titres)
- 2020 : On Route 66 (album 12 titres)[2]

### 45 T simples
- 1974 : Ne me lâche pas / Les pieds dans l'eau (sous le nom Made in France, Okapi/Sonopresse OK 40 167)
- 1979 : Mexico / Arkam (Vogue 45 X 1198)
- 1980 : Je danse encore / Qui c'est le vieil homme (L'homme de Cromagnon) (CBS 9418)
- 1981 : Vivre ou mourir / regarde-toi et tu verras (CBS A 1625)
- 1981 : Elvis / Hey mec !!! (CBS A 1793)
- 1983 : Madame l'amour / Drôle de trip (CBS A 3132)
- 1984 : Guerrier de l'amour / Communication (CBS A 3949)
- 1987 : Les yeux dans le cœur / Aux frontières de la nuit (Commotion CMT 80040 ou EMI 202203 7)

À part ceux de 1980, 1981 et 1984, aucun de ces titres ne figure sur les albums.